# Steffanisa rubrocincta
Steffanisa rubrocincta är en stekelart som beskrevs av Boucek 1952. Steffanisa rubrocincta ingår i släktet Steffanisa och familjen bredlårsteklar.
Artens utbredningsområde är Algeriet. Inga underarter finns listade i Catalogue of Life.